# Carex brevior
Carex brevior là một loài thực vật có hoa trong họ Cói. Loài này được (Dewey) Mack. ex Lunell mô tả khoa học đầu tiên năm 1915.

## Hình ảnh

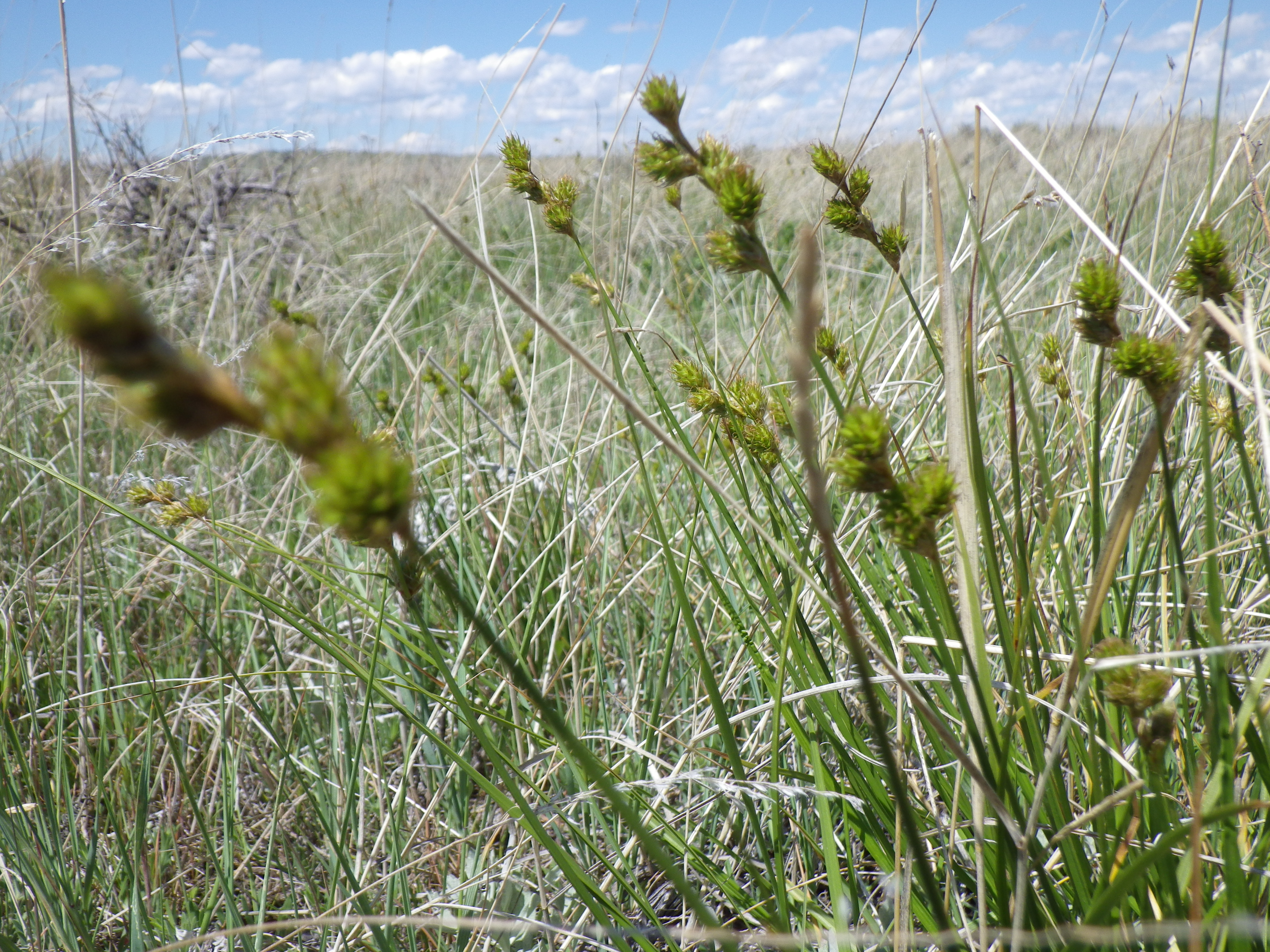
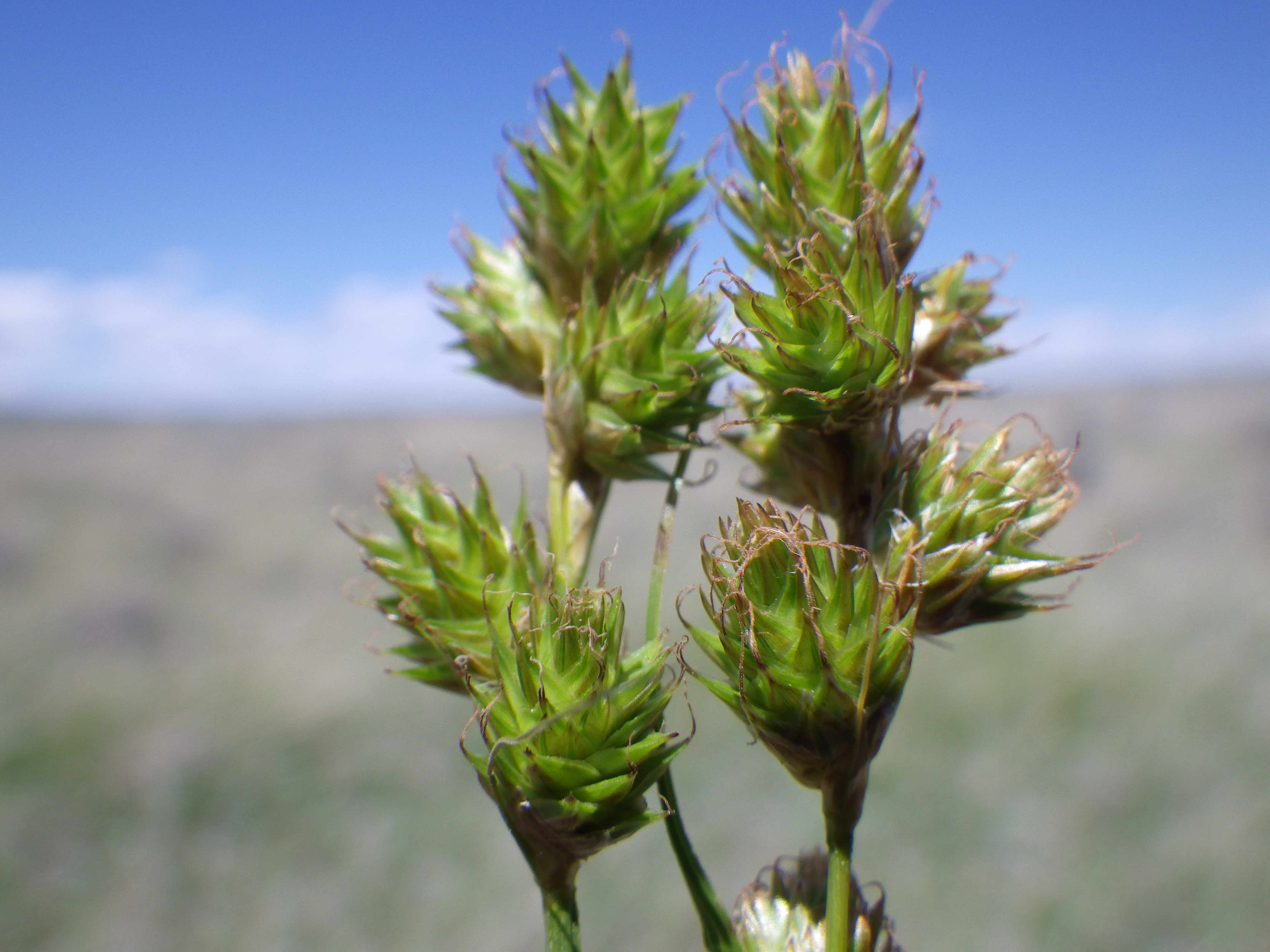
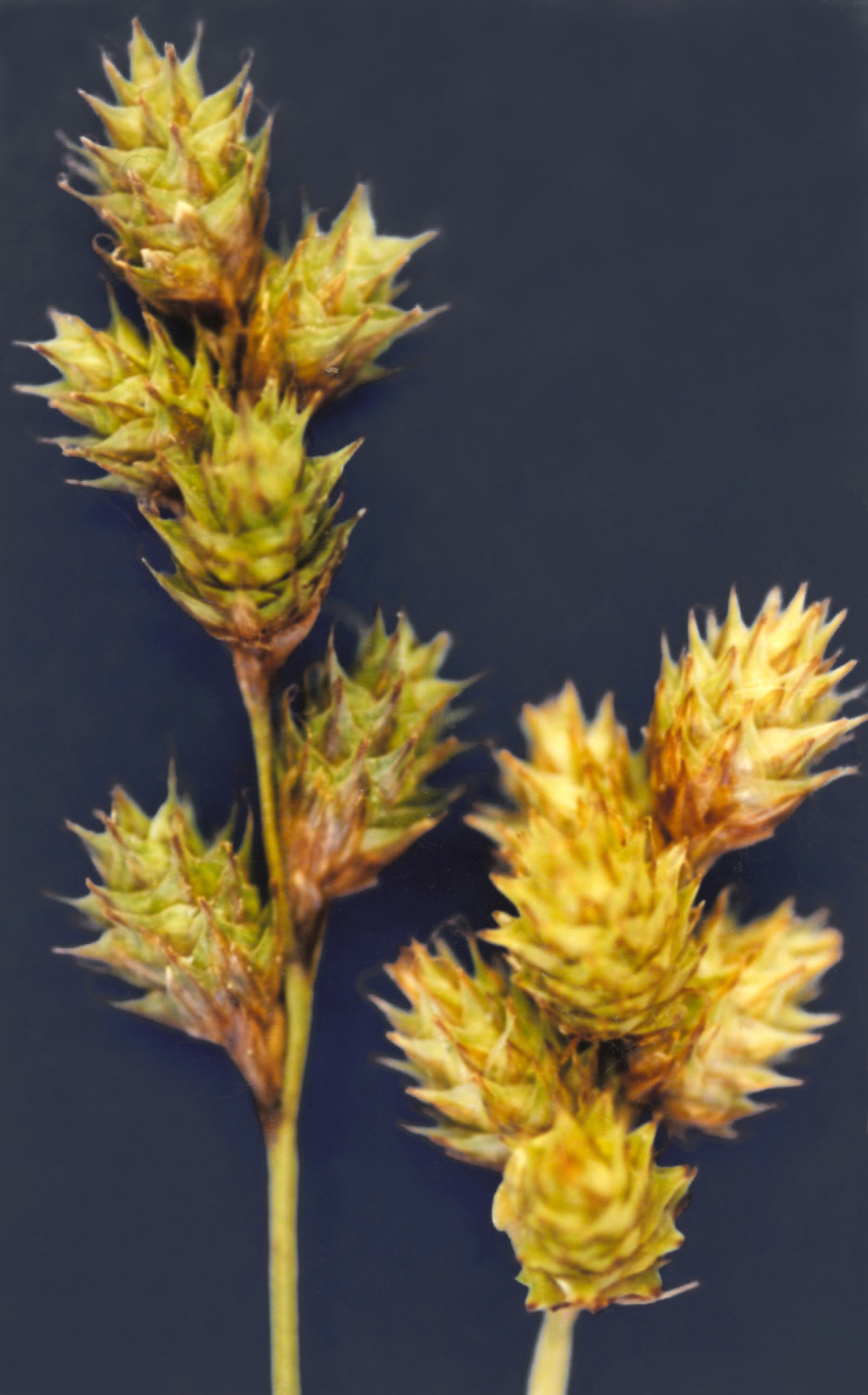
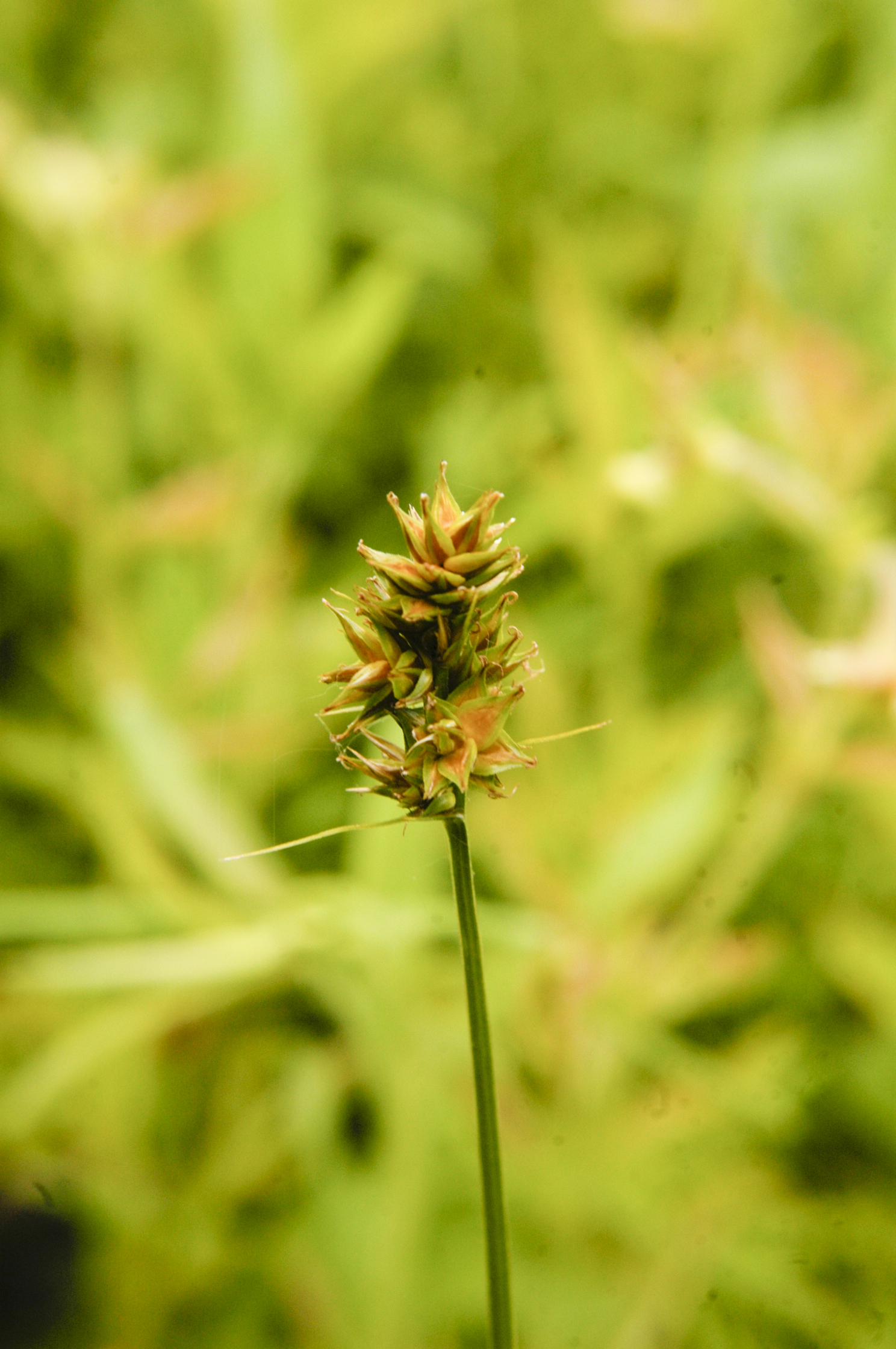